# Kiss Me (Olly Murs)
Kiss Me è una canzone del cantautore inglese Olly Murs, è stato il primo singolo estratto dalla riedizione del suo quarto album in studio Never Been Better. Il brano è stato pubblicato il 9 ottobre 2015 in versione digitale, a distanza di un mese furono pubblicate diverse versioni del brano tra cui: due remix, una acustica e una karaoke.

## Produzione e pubblicazione
Kiss Me è stato scritto da Olly Murs, Zacharie Raymond, Yannick Rastogi, Steve Robson, Gary Derussy, Lindy Robbins e il cantante Taio Cruz. Mentre la produzione è stata curata da Banx & Ranx (Raymond e Rastogi) e Robson. Le versioni karaoke e quella acustica del singolo sono state pubblicate su iTunes Store rispettivamente il 30 ottobre e il 6 novembre, inoltre, furono pubblicati anche due remix di Kiss Me: L'Alias Club Mix il 23 ottobre, mentre l'Aevion Tropical Mix il 13 novembre.

## Critica
Kiss Me ha una durata di tre minuti e diciotto secondi.
Samantha Oneil di Renowned for Sound ha scritto che la canzone ha un ritmo mid-tempo e un suono retrò accompagnato da "testi accattivanti e orecchiabili". Ha descritto la composizione del singolo, come una combinazione "veloce ed emozionante" dei singoli di Murs, come Troublemaker e Up e "le sue ballate emozionati" come Dear Darlin'.  Secondo Oneil, "La canzone riesce a mantenere il suono autentico di Olly Murs e allo stesso tempo trovare nuovo terreno."
Robbie Daw di Idolator ha paragonato Kiss Me al singolo di Nick Jonas, Jealous pubblicato nel 2014.

## Video Musicale
Il video musicale è stato pubblicato il 15 ottobre 2015 su YouTube. Nel video si vede Murs seduto su una sedia in una stanza buia con una donna che balla intorno a lui, successivamente Murs e la donna che vanno in vari luoghi tra cui un cinema, un ristorante, a fare un picnic, sulle montagne russe, in spiaggia sdraiati su un'amaca, a incontrare i genitori della ragazza e fanno una giro in mongolfiera. Alla fine del video, Murs e la donna sono seduti sulle sdraio a mangiare un gelato, dove sembra che la donna stia per baciare Murs, ma, giocosamente la ragazza spalma il gelato sul suo viso di Murs e lui fa lo stesso con il suo gelato.

## Esibizioni live
Ha cantato il brano Kiss Me nei programmi: The X Factor UK (dodicesima stagione), Alan Carr: Chatty Man, Norwegian chat show Senkveld con Thomas og Harald, Sunday Brunch e lo speciale di Capodanno di TFI Friday.

## Tracce

### Download digitale
1. Kiss Me – 3:18

### Karaoke
1. Kiss Me (Karaoke Mix) – 3:18

### Acustica
1. Kiss Me (Acoustic Mix) – 2:58

### Alias Club Mix (remix)
1. Kiss Me (The Alias Club Mix) – 5:08

### Aevion Tropical Mix (remix)
1. Kiss Me (Aevion Tropical Mix) – 4:25

## Classifica
| Classifica (2015)                           | Posizione |
| ------------------------------------------- | --------- |
| Belgio (Ultratip Fiandre)                   | 43        |
| Repubblica Ceca (Rádio Top 100)             | 64        |
| Irlanda (IRMA)                              | 48        |
| Scozia (Official Charts Company)            | 6         |
| UK Singles Charth (Official Charts Company) | 11        |
| USA Twitter Top Tracks (Billboard)          | 38        |